# Nazionale femminile di calcio del Montenegro
La nazionale di calcio femminile del Montenegro  è la rappresentativa calcistica femminile internazionale del Montenegro, gestita dalla Federazione calcistica del Montenegro (FSCG).
In base alla classifica emessa dalla Fédération Internationale de Football Association (FIFA) il 26 agosto 2016, la nazionale femminile occupa il 90º posto del FIFA/Coca-Cola Women's World Ranking, mantenendo la posizione rispetto alla classifica redatta il 24 giugno 2016.
Come membro dell'UEFA partecipa a vari tornei di calcio internazionali, come al Campionato mondiale FIFA e al Campionato europeo UEFA.

## Storia

### Qualificazioni al campionato mondiale femminile di calcio 2015
Il Montenegro ha partecipato alle qualificazioni al campionato mondiale femminile di calcio 2015 fin dal turno preliminare dove era inserito in un gruppo formato dalle Fær Øer, la Georgia e la Lituania. Grazie a una vittoria e due pareggi è passata al turno successivo ovvero ad essere inserita nel gruppo 6 formato dall'Inghilterra, l'Ucraina, il Galles, la Turchia e la Bielorussia. In questa fase però totalizza dieci sconfitte in altrettanti incontri e viene eliminato.

### Qualificazioni al campionato europeo femminile di calcio 2017
Nelle Qualificazioni al campionato europeo femminile di calcio 2017 viene inserito nel gruppo 2 formato dalla Spagna, dal Portogallo, dalla Finlandia e l'Irlanda. In esso però totalizza otto sconfitte in altrettante partite.

## Partecipazioni ai tornei internazionali
Campionati mondiali
- 2015: non qualificata
- 2019: non qualificata
- 2023: non qualificata

Campionati europei
- 2017: non qualificata
- 2022: non qualificata
- 2025: non qualificata

## Rosa
La lista seguente indica le calciatrici convocate per le qualificazioni al campionato mondiale 2019.
:Presenze e gol aggiornate al 12 Aprile 2017
Allenatore: Derviš Hadžiosmanović
| N. | Pos. | Giocatore              | Data nascita (età) | Pres. | Reti | Squadra                                |
| -- | ---- | ---------------------- | ------------------ | ----- | ---- | -------------------------------------- |
| 1  | P    | Jovana Bajčetić        | 13 novembre 1998   | 6     | 0    | Breznica                               |
| 12 | P    | Ines Obradović         | 23 marzo 1998      | 6     | 0    | Stella Rossa                           |
| 5  | D    | Tatjana Đurković       | 5 agosto 1996      | 27    | 0    | Breznica                               |
| 16 | D    | Aleksandra Popović     | 3 maggio 1999      | 9     | 0    | Template:Calcio femminile Mladost 2015 |
| 2  | D    | Željka Radanović       | 14 novembre 1989   | 29    | 0    | Spalato                                |
| 3  | D    | Milica Radunović       | 9 novembre 1996    | 4     | 0    | Template:Calcio femminile Mladost 2015 |
| 15 | C    | Helena Božić           | 14 febbraio 1997   | 11    | 0    | Ekonomist                              |
| 9  | C    | Jasna Đoković          | 29 ottobre 1991    | 32    | 3    | SFK 2000                               |
| 13 | C    | Darija Đukić           | 11 gennaio 1996    | 23    | 1    | Stella Rossa                           |
| 8  | C    | Jadranka Pavićević     | 17 giugno 1989     | 3     | 1    | ŽNK Ombla                              |
| 14 | C    | Maja Šaranović         | 11 novembre 1999   | 8     | 1    | Ekonomist                              |
| 6  | C    | Biljana Vraneš         | 3 febbraio 1999    | 4     | 0    | Breznica                               |
| 4  | C    | Milica Vulić           | 27 gennaio 1996    | 23    | 0    | Ekonomist                              |
| 18 | A    | Tamara Bojat           | 11 aprile 1997     | 23    | 6    | Breznica                               |
| 17 | A    | Slađana Bulatović (vc) | 4 maggio 1994      | 32    | 10   | Ferencváros                            |
| 7  | A    | Ivana Krivokapić       | 15 giugno 1995     | 20    | 2    | Stella Rossa                           |
| 11 | A    | Armisa Kuč             | 11 aprile 1992     | 34    | 12   | Kvarnsvedens IK                        |
| 10 | A    | Marija Vukčević (c)    | 26 aprile 1986     | 23    | 12   | Roma CF                                |

## Allenatori
Aggiornato al 10 aprile 2017.
| Nome                  | Anni      | Giocate | Vinte | Pareggi | Sconfitte | Gol fatti | Gol subiti |
| --------------------- | --------- | ------- | ----- | ------- | --------- | --------- | ---------- |
| Zoran Mijović         | 2012–2015 | 17      | 1     | 3       | 13        | 21        | 70         |
| Derviš Hadžiosmanović | 2015-     | 17      | 4     | 1       | 12        | 31        | 66         |

## Confronti con le altre Nazionali
Nota: Partite finite ai rigori

Come previsto dai regolamenti FIFA, le partite terminate ai rigori dopo i tempi supplementari sono considerati pareggi.
Dati aggiornati ad aprile 2017.

### Saldo positivo
| Nazionale          | Giocate | Vinte | Nulle | Perse | Reti Fatte | Reti Subite | Differenza reti | Ultima vittoria | Ultimo pareggio | Ultima sconfitta |
| ------------------ | ------- | ----- | ----- | ----- | ---------- | ----------- | --------------- | --------------- | --------------- | ---------------- |
| Georgia            | 1       | 1     | 0     | 0     | 2          | 0           | +2              | 6 aprile 2013   |                 |                  |
| Lussemburgo        | 1       | 1     | 0     | 0     | 7          | 1           | +6              | 14 aprile 2017  |                 |                  |
| Macedonia del Nord | 2       | 2     | 0     | 0     | 14         | 1           | +13             | 29 aprile 2015  |                 |                  |

### Saldo neutro
| Nazionale | Giocate | Vinte | Nulle | Perse | Reti Fatte | Reti Subite | Differenza reti | Ultima vittoria | Ultimo pareggio | Ultima sconfitta |
| --------- | ------- | ----- | ----- | ----- | ---------- | ----------- | --------------- | --------------- | --------------- | ---------------- |
| Lituania  | 1       | 0     | 1     | 0     | 1          | 1           | 0               |                 | 9 aprile 2013   |                  |

### Saldo negativo
| Nazionale            | Giocate | Vinte | Nulle | Perse | Reti Fatte | Reti Subite | Differenza reti | Ultima vittoria | Ultimo pareggio | Ultima sconfitta  |
| -------------------- | ------- | ----- | ----- | ----- | ---------- | ----------- | --------------- | --------------- | --------------- | ----------------- |
| Albania              | 4       | 1     | 0     | 3     | 9          | 13          | -4              | 5 maggio 2015   |                 | 28 febbraio 2017  |
| Bielorussia          | 2       | 0     | 0     | 2     | 2          | 10          | -8              |                 |                 | 10 aprile 2014    |
| Bosnia ed Erzegovina | 2       | 0     | 1     | 1     | 4          | 5           | -1              |                 | 15 marzo 2012   | 13 marzo 2012     |
| Croazia              | 2       | 0     | 1     | 1     | 3          | 4           | -1              |                 | 24 gennaio 2017 | 22 gennaio 2017   |
| Inghilterra          | 2       | 0     | 0     | 2     | 0          | 19          | -19             |                 |                 | 17 settembre 2014 |
| Fær Øer              | 2       | 0     | 1     | 1     | 4          | 5           | -1              |                 | 4 aprile 2013   | 8 aprile 2017     |
| Finlandia            | 2       | 0     | 0     | 2     | 1          | 8           | -7              |                 |                 | 12 aprile 2015    |
| Portogallo           | 2       | 0     | 0     | 2     | 1          | 9           | -8              |                 |                 | 3 giugno 2016     |
| Irlanda              | 2       | 0     | 0     | 2     | 0          | 14          | -14             |                 |                 | 7 giugno 2016     |
| Spagna               | 2       | 0     | 0     | 2     | 0          | 20          | -20             |                 |                 | 15 settembre 2016 |
| Turchia              | 3       | 0     | 0     | 3     | 3          | 9           | -6              |                 |                 | 6 aprile 2017     |
| Ucraina              | 2       | 0     | 0     | 2     | 1          | 11          | -10             |                 |                 | 14 giugno 2014    |
| Galles               | 2       | 0     | 0     | 2     | 0          | 7           | -7              |                 |                 | 8 maggio 2014     |